# اردشیر کامکار
اردشیر کامکار (زاده ۲۸ آبان ۱۳۴۱ در سنندج) آهنگساز، نوازندهٔ کمانچه، قیچک، دف و ویولن است. او از اعضای گروه کامکارها است.
وی از کودکی، ویولن را نزد پدرش فرا گرفت. چندی بعد، وی به‌عنوان نوازندهٔ کمانچه و ویولن به عضویت ارکستر فرهنگ و هنر سنندج درآمد. او در ابتدا قطعات ویولن ابوالحسن صبا را با کمانچه اجرا می‌کرد.
اردشیر کامکار، در سال ۱۳۶۰ به تهران آمد و همکاری خود را با گروه‌های عارف و شیدا و با بسیاری از خوانندگان پیشرو ایران آغاز کرد. همچنین مطالب تکمیلی در زمینه ردیف سنتی ایران را نزد محمدرضا لطفی و پشنگ کامکار آموخت.
اردشیر کامکار همواره برای گسترش هرچه‌بیش‌تر قابلیت‌های ساز کمانچه کوشیده‌است. وی با استفاده از تکنیک‌های خاص ویولن و پوزیسین‌های ویولن بر روی ساز کمانچه توانست چهره‌ای دیگر از این ساز به‌نمایش بگذارد. در این راستا، قطعات ابوالحسن صبا را در دو اثر به یاد صبا و بر تارک سپیده، به‌کمک کمانچه و ارکستر به اجرا درآورد. وی در «بر تارک سپیده»، با تکیه بر توانایی‌های خود دست به ابتکارات بدیعی زده و از این رهگذر کمانچه را به‌سازی فوق‌العاده تأثیرگذار و وجدآور مبدل کرده‌است.
از شاخصه‌های او در نوازندگی کمانچه، می‌توان به پوزیسیون‌های ۷ به بالا و اجرای صداهای هارمونیک که این تکنیک‌ها مختص ساز ویولن می‌باشد و تقریباً برای ساز کمانچه به‌سختی قابل اجرا است اشاره نمود.
کمانچه‌هایی که با آنها می‌نوازد ساختهٔ قدرت‌الله کردی و برادران حاتمی است.
از آلبوم‌های مستقل او می‌توان ناشکیبا با خوانندگی همایون شجریان، راز نگاه، یقین گمشده، زهی عشق و   آهنگسازی در آلبوم افق مهر به همراه پرویز مشکاتیان ،آهنگسازی در آلبوم کنسرت ۷۷ به‌همراه گروه کامکارها و آلبوم بی غبار عادت که با همنوازی شاگردش، شروین مهاجر عرضه شده را نام برد. معروفترین اثر وی نیز آلبوم بیداد استاد شجریان به‌همراه پرویز مشکاتیان در سال ۱۳۶۴ می‌باشد.
وی همچنین آثار متعددی با خوانندگانی از قبیل حمیدرضا نوربخش و حسام الدین سراج را آهنگسازی کرده که تاکنون به صورت رسمی منتشر نشده اند .
وقتی نیستیم آلبومی است به یاد استاد حسن کسائی که پس از فوت ایشان منتشر شد که با همراهی نوازندهٔ تنبک، محمود رفیعیان، اجرا شده‌است.
در سال ۱۳۹۴ جایزه بهترین آلبوم موسیقی ایرانی در سی و یکمین جشنواره موسیقی فجر به اردشیر کامکار برای آلبوم یقین گمشده اهدا شد.
آلبوم های آهنگسازی شده توسط اردشیر کامکار:
۱.کنسرت ۷۷:آوازشهرام ناظری
۲.ناشکیبا:آوازهمایون شجریان
۳.زهی عشق:وحید تاج
،علی بدخشان
۴.بر تارک سپیده 
۵.بیابان بی کران 
۶.افق مهر به همراه پرویز مشکاتیان
۷.ایران زمین 
۸.شوری دیگر 
۹.یقین گمشده 
۱۰.بی غبار عادت 
۱۱.ناز نگاه 
۱۲.بیگاه شد : آوازحسام الدین سراج 
۱۳.کنسرت به همراه حمیدرضا نوربخش
۱۴.شاره که ام : آوازناصر رزازی
چندگان

## آثار
| آلبوم‌ها                         | آلبوم‌ها      | آلبوم‌ها                                                  | آلبوم‌ها | آلبوم‌ها                                                   | آلبوم‌ها                 | آلبوم‌ها |
| ------------------------------- | ------------ | -------------------------------------------------------- | ------- | --------------------------------------------------------- | ----------------------- | --- |
| نام آلبوم                       | سال انتشار   | آهنگساز                                                  | نوازنده | خواننده                                                   | ناشر                    | توضیحات |
| چاووش ۴                         |              | محمدرضا لطفی، پرویز مشکاتیان                             | آری     | شهرام ناظری                                               | کانون چاووش             | اجرای گروه شیدا به سرپرستی محمدرضا لطفی به همراه شهرام ناظری، دربرگیرنده مرا عاشق (اثر پرویز مشکاتیان) و برخی سرودهای انقلابی (مثل ای پدر، به یاد آیت الله طالقانی، اثر محمدرضا لطفی)، متأثر از شرایط ایران در اوایل انقلاب، پس از انتشار اول دیگر هیچ‌گاه بازنشر نشد |
| کنسرت ایرج بسطامی و گروه دستان  | زمستان ۱۳۷۱  | حمید متبسم، محمدعلی کیانی نژاد                           | آری     | ایرج بسطامی                                               |                         | اجرای گروه دستان، در دستگاه‌های سه گاه و همایون، از نخستین آثار گروه دستان، اثر تصویری مربوط به کنسرتی در زمستان سال ۱۳۷۱ در مجموعه فرهنگی آزادی، میدان آزادی |
| چاووش ۵                         | **           |                                                          | آری     | هنگامه اخوان                                              |                         | |
| چاووش ۷                         | ۱۳۵۸         | محمدرضا لطفی، پرویز مشکاتیان، هوشنگ کامکار، حسین علیزاده | آری     | محمدرضا شجریان، شهرام ناظری                               | کانون چاووش             | انتشار در اولین سالگرد انقلاب ۱۳۵۷ ایران، به مناسبت سالگرد انقلاب ۱۳۵۷، گروه‌های شیدا و عارف، آواز محمدرضا شجریان و شهرام ناظری، منتخب سرودهای انقلابی کانون چاووش در آثار قبلی به علاوه آثاری جدید (مثل رزم مشترک (همراه شو عزیز) اثر پرویز مشکاتیان)، پس از انتشار اول دیگر هیچ‌گاه بازنشر نشد                                                                             |
| چاووش ۱۰ (به یاد طاهرزاده)      | ۱۳۶۳         | محمدرضا لطفی                                             | آری     | صدیق تعریف                                                | کانون چاووش، آوای شیدا  | اولین اثر انتشار یافته باصدای صدیق تعریف، یادواره حسین طاهرزاده، ردیف آوازی این اثر اصفهان است که در دستگاه سه‌گاه اجرا شد، سرپرست گروه و بازسازی اثر: محمدرضا لطفی، این اثر در سال ۱۳۶۳ به عنوان دهمین آلبوم از مجموعه چاووش توسط کانون چاووش به بازار و آمد و در سال ۱۳۸۵ با تصحیح نام به به یاد طاهرزاده توسط آوای شیدا زیر نظر محمدرضا لطفی دوباره منتشر شد             |
| بیداد                           | ۱۳۶۴         | پرویز مشکاتیان                                           | آری     | محمدرضا شجریان                                            | دل آواز                 | بخش اول (گروه نوازی) در دستگاه همایون و با آهنگ‌سازی پرویز مشکاتیان و بخش دوم (تار و آواز) در همایون و شور و با نوازندگی تار غلامحسین بیگجه‌خانی |
| بهاران آبیدر                    | ۱۳۶۴         | هوشنگ کامکار                                             | آری     | بیژن کامکار، شهرام ناظری                                  |                         | اشعار محلی کُردی، حافظ شیرازی و علی اکبر شیدا، اجرا توسط گروه کامکارها، اشعار محلی کُردی با تنظیم عباس کمندی، اجرا توسط ارکستر سمفونیک تهران |
| لاله بهار                       | ۱۳۶۵         | پرویز مشکاتیان                                           | آری     | شهرام ناظری                                               |                         | اجرا در سال ۱۳۶۲ |
| نوا                             | ۱۳۶۵         | پرویز مشکاتیان                                           | آری     | محمدرضا شجریان                                            | دل آواز                 | اشعار از سعدی، مولانا و باباطاهر |
| بی‌قرار                          | ۱۳۶۶         | محمدجلیل عندلیبی                                         | آری     | شهرام ناظری                                               |                         | |
| بی‌قرار                          | ۱۳۶۶         | محمدجلیل عندلیبی                                         | آری     | شهرام ناظری                                               |                         | |
| در گلستانه                      | ۱۳۶۶         | هوشنگ کامکار                                             | آری     | شهرام ناظری                                               |                         | اجرا در زمستان سال ۱۳۶۶ به مناسبت شصتمین سال تولد سهراب سپهری، با دکلمهٔ احمدرضا احمدی و همکاری گروه کُرمرکز سرود، اشعار از سهراب سپهری |
| دستان                           | ۱۳۶۷         | پرویز مشکاتیان                                           | آری     | محمدرضا شجریان                                            | دل آواز                 | در دستگاه چهارگاه، اشعار از حافظ و سعدی |
| دود عود                         | ۱۳۶۸         | پرویز مشکاتیان                                           | آری     | محمدرضا شجریان                                            |                         | اشعار این آلبوم از سروده‌های مولانا و عطار می‌باشند. |
| افشاری مرکب                     | ۱۳۶۸         | پرویز مشکاتیان                                           | آری     | ایرج بسطامی                                               | چهارباغ بانگ            | اولین آلبوم با صدای بسطامی |
| در گلستانه                      | ۱۳۶۶         | هوشنگ کامکار                                             | آری     | شهرام ناظری                                               |                         | اجرا در زمستان سال ۱۳۶۶ به مناسبت شصتمین سال تولد سهراب سپهری، با دکلمهٔ احمدرضا احمدی و همکاری گروه کُرمرکز سرود، اشعار از سهراب سپهری |
| شورانگیز                        | ۱۳۶۷         | حسین علیزاده                                             | آری     | شهرام ناظری                                               | مؤسسه فرهنگی هنری ماهور | اشعار حافظ شیرازی، مولانا و نظامی گنجوی، در آواز بیات ترک و دستگاه شور |
| افشاری مرکب                     | ۱۳۶۸         | پرویز مشکاتیان                                           | آری     | ایرج بسطامی                                               | چهارباغ بانگ            | اولین آلبوم با صدای بسطامی |
| افق مهر                         | ۱۳۶۹         | پرویز مشکاتیان                                           | آری     | ایرج بسطامی                                               | سروش                    | به یاد خواجوی کرمانی، دربرگیرندهٔ تصنیف معروف مست و خراب |
| کنسرت کامکارها ۷۶               | ۱۳۷۶         | هوشنگ کامکار                                             | آری     | شهرام ناظری                                               |                         | تمام نی اشعار اجرا شده کردی می‌باشند |
| موسیقی متن امام علی             | ۱۳۷۵         | فرهاد فخرالدینی                                          | آری     | صدیق تعریف                                                |                         | تمام نی اشعار اجرا شده کردی می‌باشند |
| ساز نو آواز نو                  | ۱۳۷۷         | حمید متبسم                                               | آری     | شهرام ناظری                                               |                         | اعضای گروه دستان در آن زمان: حسین بهروزی نیا، پژمان حدادی، حمید متبسم و اردشیر کامکار |
| کانی سپی                        |              | هوشنگ کامکار                                             | آری     | شهرام ناظری                                               |                         | شعر و آهنگ‌ها کردی و فارسی می‌باشند، اجرا در گرامی‌داشت یادروز حافظ در ۲۰ مهر ۱۳۷۷ با همکاری گروه کامکارها در شیراز، اشعار از مولانا و حافظ شیرازی، نسخه لوح فشرده این اثر شامل قطعات کردی نیز می‌شود |
| گل نیشان                        |              | آری                                                      | آری     | بیژن کامکار                                               |                         | تنظیم به همراه اردوان کامکار، ارسلان کامکار؛کامکارها این آلبوم را به مظهر خالقی خواننده موسیقی کردی تقدیم کرده‌اند |
| بیابان بی‌کران                   |              | هوشنگ کامکار                                             | آری     | کامکارها                                                  |                         | شامل ۴ قطعه بی کلام و ۳ قطعه باکلام |
| پرشنگ                           |              | هوشنگ کامکار                                             | آری     | عباس کمندی                                                | سروش                    | |
| گلاویژ                          |              | هوشنگ کامکار                                             | آری     | عباس کمندی                                                | سروش                    | |
| کوگ مست (آلبوم)                 | بهار 1374    | رحیم فتحعلی زاده                                         | آری     | صمد عقاب                                                  |                         | اجرای حسن ناهید، نی / جمال جهانشاد، عود / اردشیر کامکار، کمانچه / کامبیز گنجه ای ، تنبک،دف / شهریار فریوسفی تار / علی تحریری، سنتور |
| شادمانه های فارس (آلبوم)        | بهار 1373    | ایرج سلطانی                                              | آری     | غضنفر راستی                                               |                         | اجرای اردوان کامکار، سنتور / کامبیز گنجه ای، تنبک / اردشیر کامکار، کمانچه / |
| ایران زمین                      |              | کامبیز روشن روان                                         | آری     | بیژن بیژنی                                                | سروش                    | |
| خواب های رنگی من                | 1398         | حمید متبسم                                               | آری     | محمد بحرانی                                               |                         | اجرای پاشا هنجنی، نی / پژمان حدادی، کوبه ای |
| بیست سال با آثار پرویز مشکاتیان | تابستان ۱۳۸۲ | پرویز مشکاتیان                                           | آری     | شهرام ناظری، علی رستمیان، حمیدرضا نوربخش و علیرضا افتخاری | چهار باغ بانگ           | مجموعه ۳ آلبوم بیست سال با آثار پرویز مشکاتیان شامل آهنگ‌های ساخته شده توسط مشکاتیان است که با خوانندگان مختلف اجرا کرده و در هر یک از این ۳ آلبوم از اجراهای چند خواننده استفاده کرده‌است. در این مجموعه آثاری از خوانندگانی چون محمدرضا شجریان، شهرام ناظری و ایرج بسطامی به چشم می‌خورد، در این آلبوم شهرام ناظری تنها تصنیف محبوب من وطن (شعر برزین آذرمهر) را خوانده‌است. |
| ناشکیبا                         | ۱۳۸۳         | آری                                                      | آری     | همایون شجریان                                             |                         | |